# Battlestar Galactica-computerspellen
In de loop der jaren zijn een aantal computerspellen uitgebracht gebaseerd op de incarnaties van het Battlestar Galactica-franchise.

## Originele serie
In 1978 bracht Mattel een elektronisch spel uit genaamd Battlestar Galactica Space Alert, gebaseerd op de originele serie en bijbehorende film.
Mattel ontwikkelde ook een spel voor zijn Intellivision spelplatform. Dit was bedoeld als een officieel Battlestar Galactica-spel, maar ontbrak de rechten om het als dusdanig op de markt te brengen. Daarom werd het spel uitgebracht onder de meer algemenere titel Space Battle.
Het eerste spel van Mattel inspireerde Sony tot het maken van een spel voor de PlayStation 2, waarin de speler de rol aanneemt van Commander Adama als een jongere man.

## Tweede incarnatie
Het eerste spel gebaseerd op de nieuwe serie kwam uit voor de mobiele telefoon op 6 februari 2006. De speler neemt hierin de rol aan van een nieuwe piloot die de Galactica moet verdedigen. Het spel kent 20 levels.
Een tweede Battlestar Galactica-spel gebaseerd op de nieuwe serie kwam uit voor de Xbox Live Arcade en Windows-pc's op 24 oktober 2007. In de XBOX Live Arcade-versie speelt de speler twee grote gevechten uit de eerst twee seizoenen van de serie na.

## Fanspellen
Spelmods van verschillende spellen zijn in de loop der jaren gemaakt.
Een door fans aangepaste versie van FreeSpace 2, bekend als Beyond the Red Line. Hiervan kwam een demoversie uit op 31 maart 2007.
Er zijn ook door fans aangepaste versies van de spellen Star Trek: Armada II, Homeworld, Homeworld 2, Freelancer, Star Wars: Empire at War: Forces of Corruption en X³: Reunion. Allemaal zijn ze zo aangepast dat het scenario uit het spel meer weg heeft van dat van Battlestar Galactica.